# Solomon Gerhardus Maritz
Solomon Gerhardus Maritz znany jako Manie Maritz (ur. 26 lipca 1876 w Kimberley, zm. 20 grudnia 1940 w Pretorii) – południowoafrykański wojskowy (generał).
Pochodził z Kimberley i był potomkiem Gerrita Maritza, jednego z przywódców wielkiego treku. Brał udział w II wojnie burskiej, pod koniec działań wojennych zainicjował i poprowadził brawurowy rajd na Kapsztad. W ZPA był dowódcą wojsk stacjonujących przy granicy z Niemiecką Afryką Południowo-Zachodnią. Po uzyskaniu od gubernatora tej kolonii gwarancji odtworzenia republik burskich w październiku 1914 zainicjował antybrytyjskie powstanie. Stłumienie słabo przygotowanego zrywu przez oddziały lojalne względem Korony brytyjskiej (koniec 1914) zmusiło Maritza do ucieczki do Europy (1915). Powróciwszy do kraju w 1923 zaangażował się w działania podejmowane przez środowiska antysemickie i faszystowskie.
Zginął w 1940 w wypadku samochodowym w Pretorii.